# Charles Zwolsman (1955-2011)
Charles Zwolsman (Oostzaan, 6 augustus 1955 – Nieuwegein, 21 januari 2011) was een Nederlands drugshandelaar. Hij werd in de jaren 90 bekend door een vete met officier van justitie Jo Valente, die hij eerder kende van het racecircuit van Zandvoort, waar ze beiden in de autosport actief waren.

## Levensloop
Zwolsman werd geboren in Oostzaan, als derde kind van een werknemer bij de NDSM. Toen hij een meisje zwanger had gemaakt moest hij trouwen. Zijn familie kocht een bloemenstalletje voor hem. Binnen enkele jaren had hij een groothandel in bloemen op de bloemenveiling van Aalsmeer. Toen het bedrijf in 1984 failliet ging, stapte hij in de drugshandel. Hij zou met de hasjhandel in aanraking zijn gekomen op het racecircuit van Zandvoort en besloot voor zichzelf te beginnen.
Zijn bende, die op het hoogtepunt een zestigtal leden zou hebben geteld, smokkelde hasj uit Marokko in koelvrachtwagens naar Nederland. Een deel ervan werd vervolgens doorgesmokkeld naar het Verenigd Koninkrijk. In totaal zou ten minste 160 duizend kilo zijn gesmokkeld. In 1987 werd Zwolsman gearresteerd en volgt zijn eerste veroordeling op 30 december 1987. Hij werd tot twee jaar gevangenisstraf veroordeeld. Toen hij op 29 juni 1992 werd aangehouden wegens een snelheidsovertreding, stond nog een deel van een eerdere straf open. Zwolsman werd gevangengezet, maar bleef vanuit de gevangenis zijn organisatie leiden. Op 13 januari 1993 werd hij overgeplaatst naar PI De Marwei in Leeuwarden waar hij op de D-vleugel werd geplaatst in cel D120, en volgens nooit bevestigde bronnen zou hij vanaf deze vleugel 14.300 telefoontjes hebben gepleegd, die alle werden afgeluisterd en gaf opdrachten op papier die door zijn vriendin de gevangenis uit werden gesmokkeld, echter deze telefoontjes heeft hij nooit kunnen plegen gelet op zijn kortstondig verblijf in PI De Marwei, daarnaast moest hij net zo goed als alle andere gedetineerden wachten op zijn beurt of er überhaupt een telefooncel tot zijn beschikking was op de vleugel. Wat betreft het bezoek van zijn toenmalig Engels sprekende vriendin kan worden gezegd dat deze slechts enkele malen de rit naar Leeuwarden heeft gemaakt. Zijn toenmalige vrouw Sylvia Leedekerken, zijn compagnons cq vrienden uit de autohandel en de racerij kwamen vaker op bezoek.
Ergens in augustus 1993 werd Zwolsman als een dief in de nacht opnieuw gearresteerd ditmaal nog steeds gedetineerd in PI De Marwei in Leeuwarden in verband met lopende onderzoeken tegen hem. Hij werd ervan beschuldigd een grote criminele organisatie te hebben geleid die duizenden kilo's hasj uit Marokko naar Nederland smokkelde. Ook werd hij beschuldigd van het witwassen van drugsgelden via zijn autohandel Investment Cars B.V. en Autostad B.V. Daarbij zouden in de Verenigde Staten luxe auto's zijn gekocht - onder meer van de merken Ferrari, Maserati, Porsche en Rolls Royce - die contant zouden zijn betaald. In Nederland zouden ze al dan niet met verlies zijn verkocht, zijn auto imperium bevond zich aan de Vuurwerkerweg 1 in Amsterdam-Noord, waar een grote showroom was gevestigd met niets anders dan zeer luxe auto's.
De politie begon vanaf mei 1991 alle reeds beschikbare informatie over de groep te verzamelen en richtte in augustus van dat jaar een multidisciplinair onderzoeksteam op, dat begin 1992 met leden van de douanerecherche werd uitgebreid. Vanaf nu werd Zwolsman bijgestaan door topadvocaat Mr. Piet Doedens en begon het bij justitie te piepen en te kraken en kwamen er zaken aan het licht waarbij het team bleek tal van opsporingsmethoden te hebben ingezet, op of net over de grens van hetgeen toelaatbaar werd geacht. De methoden kwamen in 1995 aan de orde in het onderzoek van de parlementaire enquête commissie-Van Traa naar bijzondere opsporingsmethoden van de Nederlandse politie en justitie, waarbij de rol van het runnen van een informant en infiltrant aan de kaak werd gesteld. Samen met Mr. Boone legde Mr. Doedens de IRT-affaire bloot, waarbij het draaide om het ontbreken van juridische grondslag bij de inzet van burgerinfiltranten en informanten in drugsbendes. Politie en justitie lieten drugstransporten ongemoeid, om zo op het spoor van bendeleiders te kunnen komen, deze methoden werden ook door diverse teams in de onderzoeken naar Zwolsman bende toegepast.
De tegenpartij zat ook niet stil: bij Mr. Valente werd in augustus 1994 ingebroken, een gerichte actie waarbij vijftig floppydisks met informatie o.a. over Zwolsman werden gestolen. Een deel van de informatie werd doelbewust gelekt. (De floppy's werden in 1995 door Justitie in beslag genomen bij misdaadverslaggever Peter R. de Vries.) Mr. Valente werd van de weg gereden, terwijl hij aan het trimmen was en er werd gedreigd dat er naaktfoto's van hem zouden worden gepubliceerd. Door sabotage bij de PTT werden telefoongesprekken tussen Mr. Valente en politiechef Woelders opgenomen en gepubliceerd en uit het hoofdbureau van politie te Amsterdam bleken dagrapporten te zijn gestolen.
Op 10 januari 1995 werd Zwolsman veroordeeld tot vijf jaar gevangenisstraf wegens het leiden van een criminele organisatie en medeplichtigheid aan het smokkelen van hasj. Door de Hoge Raad werd het vonnis later bevestigd. Zwolsman kwam in januari 1997 vrij. In februari 2000 werd Zwolsman in het kader van de 'Plukze'-wetgeving veroordeeld tot het betalen van 62 miljoen gulden die werd beschouwd als winst uit een criminele activiteit. Hierbij vielen beslagen op het vermogen en bezittingen van Zwolsman en raakte hij zijn kapitale villa aan de Koningin Wilhelminalaan nr. 3 in Blaricum kwijt. Zwolsman ging in beroep en werd in november van dat jaar opnieuw gearresteerd op verdenking van drugshandel en werd er 77 miljoen gulden van hem geëist. Begin 2001 werd hij in hoger beroep veroordeeld. Het bedrag dat hij moest betalen, was teruggebracht tot 28 miljoen gulden. Wegens drugshandel werd hij op 15 november 2001 tot zes jaar gevangenisstraf veroordeeld, er was acht jaar geëist. Zwolsman tekende hoger beroep aan, maar trok dat vervolgens weer in.
Op 7 september 2005 werd Zwolsman veroordeeld tot het betalen van een bedrag van 22,5 miljoen euro aan de staat voor zijn drugshandel. De veroordeling is het resultaat na vele jaren justitieel getouwtrek. De rechtbank in Amsterdam veroordeelde hem aanvankelijk tot het betalen van circa 28 miljoen euro. Het hoger beroep dat Zwolsman tegen die beslissing aantekende, leek hem miljoenen voordeel op te leveren. Het Amsterdamse gerechtshof bepaalde dat Zwolsman "slechts" 13 miljoen hoefde te betalen. De Hoge Raad zette daar echter een streep door en verwees de zaak naar het hof in Den Haag. Dit rechtscollege legde een iets lager bedrag op dan geëist, wegens "een enigszins andere waardering van de door het OM naar voren gebrachte posten", aldus een woordvoerder van het OM.
De politie deed op 31 oktober 2006 een inval in de boerderij van Zwolsman in het Gelderse Zwartebroek. Hierbij werd hijzelf en zijn 39-jarige vriendin aangehouden. Justitie verdacht het tweetal van drugshandel, wapenbezit, witwassen van geld en deelnemen aan een criminele organisatie. Bij hun aanhouding vond de recherche in de woning een kapitaal aan geld en goederen, ruim 2000 kilo hasj en wapens met munitie. Het echtpaar werd in verzekering gesteld.
Op 11 juni 2009 werd Zwolsman opnieuw gearresteerd door de Nationale Recherche op verdenking van grootschalige handel in softdrugs. Een arrestatieteam van het Korps Landelijke Politiediensten overmeesterde hem op de parkeerplaats van wegrestaurant De Goudreinet aan de A1 bij Barneveld. Zwolsman en zijn vriendin werden verdacht van witwassen en het betalen van ruim een miljoen euro aan het raceteam van zijn zoon in de VS.
Op 11 mei 2010 werd Zwolsman veroordeeld tot een celstraf van drie jaar voor het bezit van 2.000 kilo hasj en vier vuurwapens.
Op 21 januari 2011 is Zwolsman op 55-jarige leeftijd onverwacht in de Gevangenis Nieuwegein overleden. Over de doodsoorzaak werden geen mededelingen gedaan. Zwolsman werd op 28 januari 2011 begraven in een familiegraf te Durgerdam.

## Privé
Charles Zwolsman is de vader van Charles Zwolsman junior en Ross Zwolsman. Beide zonen hebben naam gemaakt als autocoureur. Zijn vader was een neef van de projectontwikkelaar Reinder Zwolsman.